# Младежки национален отбор по футбол на Франция до 20 години
Младежкият национален отбор по футбол на Франция до 20 години представлява Франция в турнири на ФИФА, които са до тази възраст.

## Участия на големи първенства

### Световни първенства за младежи
| Година | Достигнат етап                        | Класиране                             | М                                     | П                                     | Р1                                    | З                                     | ВГ                                    | ДГ                                    |
| ------ | ------------------------------------- | ------------------------------------- | ------------------------------------- | ------------------------------------- | ------------------------------------- | ------------------------------------- | ------------------------------------- | ------------------------------------- |
| 1977   | Групов етап                           | Седмо място                           | 3                                     | 1                                     | 1                                     | 1                                     | 3                                     | 3                                     |
| 1979   | Не се класира                         | Не се класира                         | Не се класира                         | Не се класира                         | Не се класира                         | Не се класира                         | Не се класира                         | Не се класира                         |
| 1981   | Не се класира                         | Не се класира                         | Не се класира                         | Не се класира                         | Не се класира                         | Не се класира                         | Не се класира                         | Не се класира                         |
| 1983   | Не се класира                         | Не се класира                         | Не се класира                         | Не се класира                         | Не се класира                         | Не се класира                         | Не се класира                         | Не се класира                         |
| 1985   | Не се класира                         | Не се класира                         | Не се класира                         | Не се класира                         | Не се класира                         | Не се класира                         | Не се класира                         | Не се класира                         |
| 1987   | Не се класира                         | Не се класира                         | Не се класира                         | Не се класира                         | Не се класира                         | Не се класира                         | Не се класира                         | Не се класира                         |
| 1989   | Не се класира                         | Не се класира                         | Не се класира                         | Не се класира                         | Не се класира                         | Не се класира                         | Не се класира                         | Не се класира                         |
| 1991   | Не се класира                         | Не се класира                         | Не се класира                         | Не се класира                         | Не се класира                         | Не се класира                         | Не се класира                         | Не се класира                         |
| 1993   | Не се класира                         | Не се класира                         | Не се класира                         | Не се класира                         | Не се класира                         | Не се класира                         | Не се класира                         | Не се класира                         |
| 1995   | Не се класира                         | Не се класира                         | Не се класира                         | Не се класира                         | Не се класира                         | Не се класира                         | Не се класира                         | Не се класира                         |
| 1997   | Четвъртфинали                         | Седмо място                           | 5                                     | 3                                     | 1                                     | 1                                     | 10                                    | 8                                     |
| 1999   | Не се класира                         | Не се класира                         | Не се класира                         | Не се класира                         | Не се класира                         | Не се класира                         | Не се класира                         | Не се класира                         |
| 2001   | Четвъртфинали                         | Шесто място                           | 5                                     | 2                                     | 2                                     | 1                                     | 11                                    | 7                                     |
| 2003   | Не се класира                         | Не се класира                         | Не се класира                         | Не се класира                         | Не се класира                         | Не се класира                         | Не се класира                         | Не се класира                         |
| 2005   | Не се класира                         | Не се класира                         | Не се класира                         | Не се класира                         | Не се класира                         | Не се класира                         | Не се класира                         | Не се класира                         |
| 2007   | Не се класира                         | Не се класира                         | Не се класира                         | Не се класира                         | Не се класира                         | Не се класира                         | Не се класира                         | Не се класира                         |
| 2009   | Не се класира                         | Не се класира                         | Не се класира                         | Не се класира                         | Не се класира                         | Не се класира                         | Не се класира                         | Не се класира                         |
| 2011   | Полуфинали                            | Четвърто място                        | 7                                     | 4                                     | 0                                     | 3                                     | 11                                    | 12                                    |
| 2013   | Финал                                 | Първо място                           | 7                                     | 4                                     | 2                                     | 1                                     | 15                                    | 6                                     |
| 2015   | Не се класира                         | Не се класира                         | Не се класира                         | Не се класира                         | Не се класира                         | Не се класира                         | Не се класира                         | Не се класира                         |
| 2017   | Осминафинали                          | Девето място                          | 4                                     | 3                                     | 0                                     | 1                                     | 10                                    | 2                                     |
| 2019   | Осминафинали                          | Девето място                          | 4                                     | 3                                     | 0                                     | 1                                     | 9                                     | 5                                     |
| 2021   | Отменен заради Пандемията от COVID-19 | Отменен заради Пандемията от COVID-19 | Отменен заради Пандемията от COVID-19 | Отменен заради Пандемията от COVID-19 | Отменен заради Пандемията от COVID-19 | Отменен заради Пандемията от COVID-19 | Отменен заради Пандемията от COVID-19 | Отменен заради Пандемията от COVID-19 |
| 2023   | Групов етап                           | Седемнадесето място                   | 3                                     | 1                                     | 0                                     | 2                                     | 5                                     | 5                                     |
| 2025   | Класира се (ще се определи)           | Класира се (ще се определи)           | Класира се (ще се определи)           | Класира се (ще се определи)           | Класира се (ще се определи)           | Класира се (ще се определи)           | Класира се (ще се определи)           | Класира се (ще се определи)           |
| Общо   | 1 титла                               | 1 титла                               | 38                                    | 21                                    | 6                                     | 11                                    | 74                                    | 48                                    |

1 Равенствата включват и мачовете решени чрез дузпи в елиминационната фаза.